# 辛毗
辛 毗（しん ぴ、生没年不詳）は、中国後漢末期から三国時代の政治家。魏に仕えた。字は佐治。豫州潁川郡陽翟県（現在の河南省許昌市禹州市）の人。兄は辛評。子は辛敞・辛憲英（羊耽の妻）。孫は羊琇。『三国志』魏志に伝がある。

## 生涯
先祖は、建武年間に隴西郡から東方に移住してきた一族だという。若い頃は陳羣・杜襲・趙儼と並んで名が知られていた（「趙儼伝」）。兄が袁紹の重臣であったため、辛毗も兄に付いて袁紹に従っていた。曹操が司空になると召し寄せられたが、応じることができなかった。
袁紹の死後は袁譚に仕えた。袁譚は袁紹の跡を継いだ袁尚と争った末に、弱体化したところを曹操に攻められ窮地に陥ったため、辛毗を和睦の使者として、曹操の元に派遣した。この決定については使者の人選も含めて、郭図の進言が大きかったという（『英雄記』）。
曹操はこの時、荊州を討つため西平に駐屯していたが、袁譚の意向を知らされ、大きく喜んだという。ところが数日すると、曹操は心変わりし、荊州攻撃を続行、袁譚と袁尚を争わせ共倒れにさせようと謀った。辛毗は宴席で曹操の様子が変わったのを見て取り、郭嘉に相談を持ちかけた。郭嘉の取り成しで曹操との会談の機会を得た辛毗は、袁譚と結び袁尚を討つことの利益を堂々と説いた。曹操は辛毗の意見に納得した上で、袁譚との和睦に応じ黎陽に滞在した。
また、曹操の鄴攻略にも従った。辛毗は以前、袁尚の下から自身の家族を連れ出すことには成功していたが、兄の家族を捕らえられてしまっていた（「袁紹伝」が引く『先賢行状』）。このときに袁尚の部将として鄴を守っていた審配は、袁氏衰退の元凶であるとして、兄辛評の家族を皆殺しにしたという（「袁紹伝」が引く『先賢行状』）。鄴の落城後、辛毗は兄の家族を救おうとしたが殺害された後であったため、捕虜となった審配の頭を鞭打ち、お互いに罵り合った。さらに審配を助命しようとする曹操に対して、断じて処刑するように号泣しながら求めたという。審配にも再仕官の意思がなかったため、曹操は処刑を命じた（「袁紹伝」が引く『先賢行状』）。
鄴攻略後、辛毗は曹操から議郎に任命された。
曹操と劉備が漢中を争うようになると、辛毗は曹休とともに曹操から曹洪の輔佐を任された。曹操は、曹洪が女好きで金銭に執着する性格であることを心配し、辛毗と曹休に前漢の高祖の事例を引いて、その責任の重さを言い含めたという。漢中から軍が帰還すると、丞相長吏に任じられた。
曹丕と親しく、曹丕が太子となることが決まったときは、曹丕から肩を抱かれ喜ばれたという。辛毗がこの話を娘の憲英にしたところ、憲英はかえって曹魏政権の行く末を心配する発言をしたという（『晋書』「列女伝」）。
後漢から魏への禅譲に協力し（「文帝紀」が引く『漢紀』）、曹丕（文帝）が帝位に就くと侍中に昇進、関内侯の爵位を得た。正朔の議論があった時、辛毗は意見を具申し、曹丕から採用された。
曹丕が、冀州の兵士10万戸を河南に移住させようとした時、民が蝗の害で餓えていたため、群臣達は反対する者が多かった。群臣達が意見を言い出せない中で、辛毗は率先して意見を述べ強く諫言した。曹丕は耳を貸そうとしなかったものの、移住させる兵士を半数に留めた。また、曹丕が狩猟を好み、雉撃ちが好きであったため、これも強く諌めた。これ以降、曹丕が狩猟に出ることは稀になったという。
曹丕が曹真に命じ、呉の朱然が守る江陵を攻撃させた時、辛毗はその軍師として従軍した。帰還後、広平亭侯に封じられた。その後、曹丕が呉征伐の親征軍を起こそうと考えたが、辛毗はこれに反対し、しばらく民衆を休養させるべきだと述べた。結局、曹丕は呉征伐の軍を起こしたが、長江の畔まで赴いて帰還することになった。
曹叡（明帝）が即位すると、潁郷侯に爵位が進み、300戸を得た。この頃、曹叡の側近である劉放と孫資が政治を壟断していたため、大臣の多くが彼らと誼を通じていたが、辛毗は彼らとの不仲を貫き、子の辛敞が諌めたにもかかわらず、その態度を改めなかった。あるとき、畢軌が王思の後任として辛毗を推挙したところ、劉放と孫資は辛毗の誠実さは評価しつつも、強情で妥協性がないことを理由に、それに賛同しなかった。曹叡は辛毗を衛尉に任じた。その後も辛毗は、曹叡の宮殿造営により、民衆が疲弊していることを強く諫言した。
蜀漢の北伐により張郃が戦死したとき、曹叡はその死を強く愛惜した。陳羣もこれに同調する意見を述べたが、辛毗は弱気な発言をすべきではないと思い、陳羣の意見に反対し、発言を撤回させたという（『魏略』）。
234年、蜀の諸葛亮が渭南に進撃してきた（五丈原の戦い）。司馬懿が、以前より何度か蜀との交戦を願い出ており、今回は軍を押さえきれない様子であったため、曹叡は辛毗を大将軍軍師・使持節に任命し、出撃に逸る諸将たちを押し留めさせようと派遣した。辛毗が派遣されると、全軍は粛然となり、主将の司馬懿以下、諸将はみな辛毗の指示に従ったという。諸葛亮が死去し蜀軍が撤退した後、中央に帰還し衛尉に復職した。
没年は不明だが死後、粛侯と諡された。

## 三国志演義での辛毗
小説『三国志演義』では名前は辛毘と表記されている。袁譚配下として登場し、史実と同様、曹操との使者に立ち、やがて曹操と通じるようになる。審配に殺害されたのは自身の家族であるということになっている。その後、曹操配下時には目立った活躍がないが、曹丕の代から諫言役として再び物語に登場する。蜀との戦いでは、齢八十を超えている老人になっており諸葛亮の挑発によって逸ろうとする魏軍の前に現れる。これは司馬懿の意図を汲み、鉞を担いで1人で立ち塞がり進軍を抑えるためであった。その報告を聞いた諸葛亮は「ああ、その老人は辛佐治だ」と嘆き、自身の挑発が成功しないことを悟ることになる。